# Chirostoma lucius
Chirostoma lucius är en fiskart som beskrevs av Boulenger, 1900. Chirostoma lucius ingår i släktet Chirostoma och familjen Atherinopsidae. Inga underarter finns listade i Catalogue of Life.